# Rádio Impuls
Rádio Impuls je soukromá rozhlasová stanice působící v České republice. Vlastníkem rozhlasové stanice je LONDA spol. s r. o., která do roku 2023 spadala pod holding Agrofert, a.s. ze svěřenského fondu Andreje Babiše. 1. září 2023 byla společnost odkoupena investiční skupinou Kaprain podnikatele Karla Pražáka. Stanice vysílá převážně českou hudbu, zprávy, dopravní informace a zábavu. Od 28. září 2014 vysílá také bonusová stanice s názvem Český Impuls.

## Historie
Rádio Impuls začalo vysílat 24. února 1999. Do éteru vstoupila s písničkou Variace na renesanční téma od Vladimíra Mišíka. V rozhlasovém éteru nahradilo Rádio Alfa, kterému Rada pro rozhlasové a televizní vysílání 9. června 1998 neudělila licenci.

## Poslechovost
Bylo nejposlouchanější rozhlasovou stanicí v republice. Ve III. a IV. kvartálu roku 2020, byl nejposlouchanější českou stanicí ČRo Radiožurnál, hlavní program veřejnoprávního Českého rozhlasu, který měl 937 000 posluchačů denně. Impuls, který si dosud zachovával prvenství s milionovou poslechovostí, se stal druhým, s 841 000 posluchačů.
Dle aktuálních výsledků Radioprojektu z druhé poloviny roku 2021, který realizují společně agentury Median a STEM/MARK, drží Impuls třetí pozici v podílu na celkovém rozhlasovém trhu. Před ním je nově rádio Blaník díky novému pokrytí na Liberecku a na Moravě a ve Slezsku a stává se tak první komerční stanicí v poslechovosti.

## Pořady
- Haló, tady Impulsovi
- Dopoledne s dobrým Korcem
- Impulsy Honzy Benešovského
- Odpolední Impuls
- Večerní Impuls
- Český mejdan Rádia Impuls – bez moderátora
- Ranní Impuls
- Víkendový Impuls
- Víkendový Impuls
- Milionoví moderátoři

## Moderátoři
- Olga Lounová
- Igor Timko
- Michal Horák
- Václav Lebeda
- Jindra Polák
- Lenka Haluzová
- Zdeněk Sekanina
- Jakub Voříšek
- Vláďa Jaroš
- Jakub Urban
- Monika Doležalová
- Jan Benešovský
- Vlasta Korec
- Klára Šedová
- Honza Daněk

## Vysílače
Rádio Impuls je od roku 2025 společně se sesterskou stanici Český Impuls a s rádiem RockZone 105,9 dostupné také v celoplošném DAB+ Multiplexu Českých Radiokomunikací. 
| DAB+ Vysílač                | kanál | kmitočet | výkon (kw) | polarizace |
| --------------------------- | ----- | -------- | ---------- | ---------- |
| Praha - Město (Žižkov)      | 11D   | 222 MHz  | 20 kW      | vertikální |
| Plzeň - Radec               | 11B   | 218 MHz  | 10 kW      | vertikální |
| Ostrava - Hošťálkovice      | 11D   | 222 MHz  | 10 kW      | vertikální |
| Brno - Hády                 | 7C    | 192 MHz  | 10 kW      | vertikální |
| Beroun                      | 11D   | 222 MHz  | 0,3 kW     | vertikální |
| Čtyřkoly                    | 11D   | 222 MHz  | 0,2 kW     | vertikální |
| Měchnov                     | 11D   | 222 MHz  | 0,2 kW     | vertikální |
| Kácov                       | 11D   | 222 MHz  | 0,2 kW     | vertikální |
| Jihlava - Rudný             | 7B    | 190 MHz  | 1 kW       | vertikální |
| Velké Meziříčí              | 7B    | 190 MHz  | 0,2 kW     | vertikální |
| Tasov                       | 7B    | 190 MHz  | 0,3 kW     | vertikální |
| Křoví                       | 7B    | 190 MHz  | 0,2 kW     | vertikální |
| Rosice                      | 7C    | 192 MHz  | 0,2 kW     | vertikální |
| Brno                        | 7C    | 192 MHz  | 10 kW      | vertikální |
| Olomouc - Radíkov           | 11B   | 218 MHz  | 2 kW       | vertikální |
| Nový Jičín - Veselský       | 11D   | 222 MHz  | 1 kW       | vertikální |
| Tachov                      | 11B   | 218 MHz  | 1 kW       | vertikální |
| České Budějovice - Kleť     | 10C   | 213 MHz  | 20 kW      | vertikální |
| Trutnov - Černá Hora        | 11D   | 222 MHz  | 10 kW      | vertikální |
| Jáchymov - Klínovec         | 11B   | 218 MHz  | 10 kW      | vertikální |
| Jeseník - Praděd            | 11B   | 218 MHz  | 10 kW      | vertikální |
| Jihlava - Javořice          | 7B    | 190 MHz  | 10 kW      | vertikální |
| Klatovy - Barák             | 11B   | 218 MHz  | 10 kW      | vertikální |
| Liberec Ještěd              | 11B   | 218 MHz  | 10 kW      | vertikální |
| Mikulov - Děvín             | 7C    | 192 MHz  | 10 kW      | vertikální |
| Pardubice - Krásné          | 11A   | 216 MHz  | 10 kW      | vertikální |
| Ústí n. L. - Buková Hora    | 11B   | 218 MHz  | 10 kW      | vertikální |
| Votice - Mezivrata          | 10C   | 213 MHz  | 10 kW      | vertikální |
| Zlín - Tlustá Hora          | 7C    | 192 MHz  | 10 kW      | vertikální |
| Valašské Meziříčí - Radhošť | 11D   | 222 MHz  | 2,5 kW     | vertikální |
| Pozořice - Poustka          | 7C    | 192 MHz  | 0,2 kW     | vertikální |

| FM Vysílač                   | Kmitočet  | Výkon (ERP) | Polarizace   |
| ---------------------------- | --------- | ----------- | ------------ |
| Brno – Kojál                 | 87,6 MHz  | 66,98 kW    | horizontální |
| Ostrava – Hošťálkovice       | 89 MHz    | 42,65 kW    | horizontální |
| Vlašim                       | 90,1 MHz  | 0,05 kW     | vertikální   |
| Znojmo                       | 90,2 MHz  | 0,2 kW      | vertikální   |
| Plzeň – Krašov               | 91,4 MHz  | 67,6 kW     | horizontální |
| Trutnov – Černá hora         | 92,1 MHz  | 10,96 kW    | horizontální |
| Liberec                      | 92,1 MHz  | 0,2 kW      | vertikální   |
| Karlovy Vary                 | 93 MHz    | 0,2 kW      | vertikální   |
| Klatovy                      | 94 MHz    | 10 kW       | vertikální   |
| Příbram                      | 96,4 MHz  | 0,2 kW      | vertikální   |
| Sokolov                      | 96,5 MHz  | 0,2 kW      | vertikální   |
| Praha – Žižkov               | 96,6 MHz  | 5 kW        | horizontální |
| Hodonín                      | 97,7 MHz  | 0,1 kW      | vertikální   |
| Kašperské Hory               | 98,4 MHz  | 5 kW        | vertikální   |
| Aš                           | 99,1 MHz  | 0,1 kW      | vertikální   |
| Benešov                      | 99,6 MHz  | 0,2 kW      | vertikální   |
| Jihlava – Javořice           | 100,3 MHz | 10 kW       | horizontální |
| Valašské Meziříčí – Radhošť  | 100,5 MHz | 10 kW       | horizontální |
| Jeseník – Praděd             | 100,9 MHz | 20 kW       | horizontální |
| Beroun                       | 101,5 MHz | 0,2 kW      | vertikální   |
| Ústí nad Labem – Buková hora | 102 MHz   | 100 kW      | horizontální |
| Zlín – Tlustá hora           | 102,3 MHz | 10 kW       | horizontální |
| Děčín                        | 102,7 MHz | 0,2 kW      | vertikální   |
| České Budějovice – Kleť      | 102,9 MHz | 61,65 kW    | horizontální |
| Jablonec nad Nisou           | 104,3 MHz | 0,1 kW      | vertikální   |
| Pardubice – Krásné           | 106 MHz   | 79,43 kW    | horizontální |
| Sázava                       | 106,8 MHz | 0,025 kW    | vertikální   |
| Vlašim                       | 107,9 MHz | 0,025 kW    | vertikální   |